# 2014年米歇尔访华
2014年米歇尔访华（2014年3月20日～26日），时任美国第一夫人、总统贝拉克·奥巴马妻子米歇尔·奥巴马应时任中国国家领导人习近平夫人彭丽媛邀请，在母亲玛丽安·罗宾逊和两个女儿的陪同下对北京、西安、成都进行访问。这是米歇尔·奥巴马首次访华，也是美国第一夫人历史上第一次单独正式访问中华人民共和国。本次访华主题为“交流中美两国教育”，避免了人权等争议话题，美国期待这次访问能够推动华盛顿与北京的关系。

## 行程
3月21日，走访访问北师大二附中，强调接受教育的重要意义，随后参观故宫。3月22日，在北京大学斯坦福中心向在场的中美留学生发表演讲，强调留学在文化交流中的重要作用以及自由表达对国家进步的意义。随后参观颐和园，并和美国驻华大使馆的工作人员会面。3月23日，在北京举办教育圆桌会议，之后参观慕田峪长城。3月24日，参观位于西安的秦始皇兵马俑和西安城墙。3月25日，到访成都市第七中学，并发表在华第二场演讲。3月26日，参观完成都大熊猫繁育研究基地后返回美国。

## 言论
米歇尔3月22日在北京大学发表的演说中强调教育和人权的重要性，其中包括言论自由权。她表示言论自由是人们与生俱来的普世权利，它们会使国家更强大，她说：
|  | 我们一次又一次地看到，当所有公民的声音和观点都能够得到倾听的时候，国家会变得更加强大和繁荣。正像我丈夫曾经说过的，我们尊重其它国家文化和社会的独特性。然而，就自由地表达自我，选择自己所崇拜以及所享有的信息公开而言，我们相信那些是我们这个星球上的每一个人与生俱来的普世权利。 |

## 图册

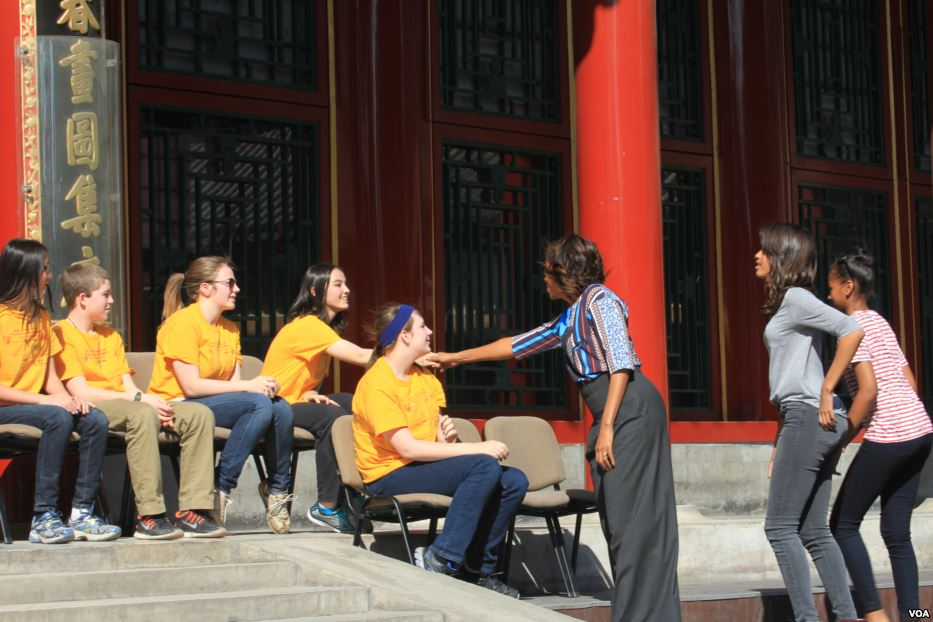
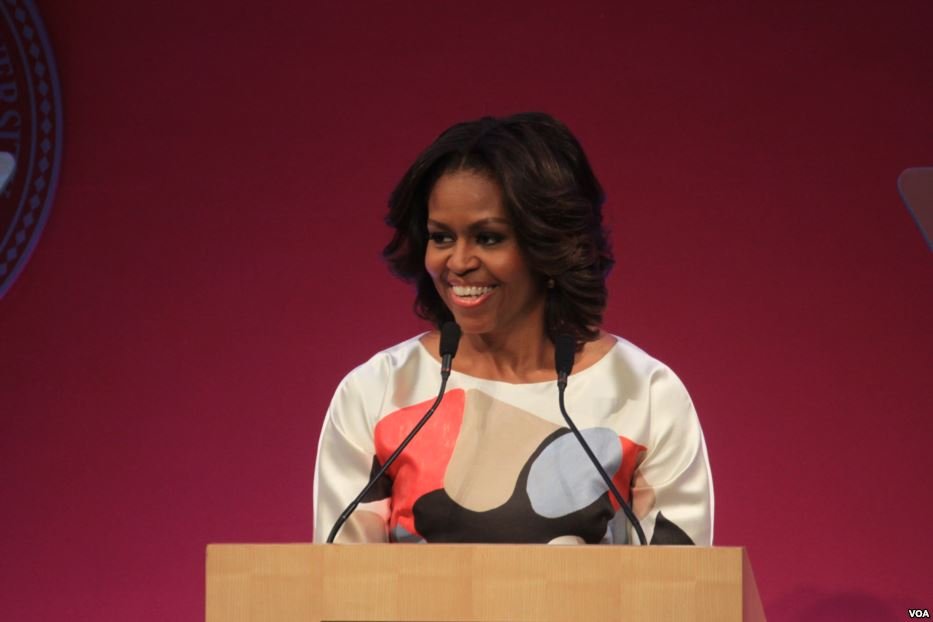
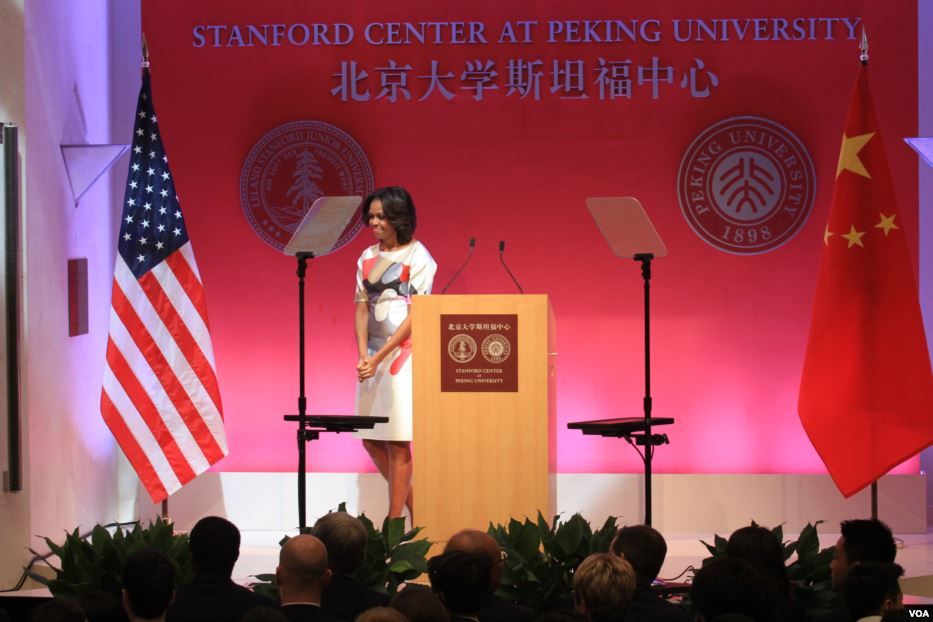
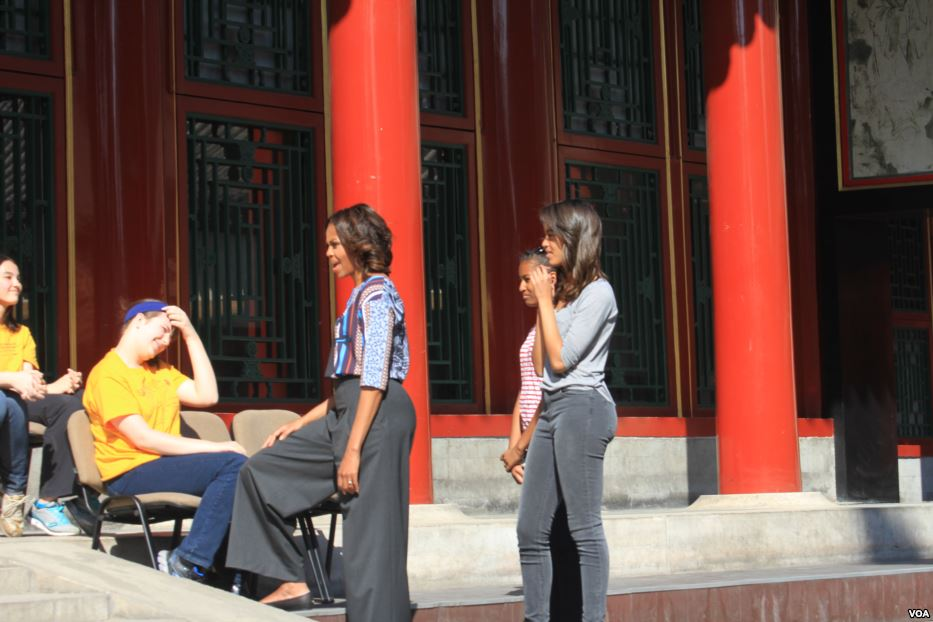

## 另見
- 1972年尼克松访华
- 乒乓外交
- 中美关系